# Grigori Sokolnikov

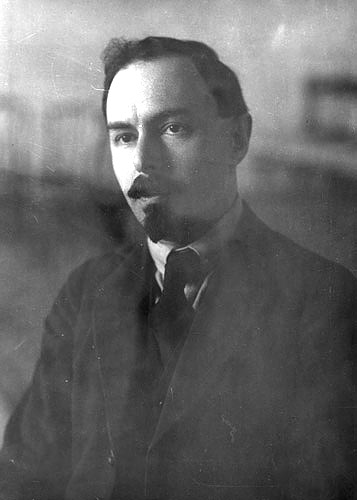
Grigori Sokolnikov, 1926

Grigori Jakovlevitsj Sokolnikov (Russisch: Григорий Яковлевич Сокольников) (Romny, Gouvernement Poltava, 15 augustus 1888 – Verchneoeralsk, 21 mei 1939), geboren Girsj Jakovlevitsj Brilliant (Russisch: Гирш Яковлевич Бриллиа́нт), was een oude bolsjewiek, Sovjet-politicus en econoom.

## Leven
Sokolnikov was de zoon van een Joodse arts en verhuisde al op jonge leeftijd van Romny naar Moskou. Daar sloot hij in 1905 aan bij de Bolsjewieken. In 1908 werd hij naar Siberië verbannen, maar na zes maanden vluchtte hij al naar Parijs, waar hij economie studeerde aan de Sorbonne.
Na de Oktoberrevolutie (1917) keerde hij naar Rusland terug en nam een vooraanstaande positie in binnen het nieuwe Bolsjewistische regime. Hij werd in 1917 direct lid van het eerste Politbureau (samen met onder meer Lenin, Stalin, Trotski) was namens Trotski Russisch gevolmachtigde bij de ondertekening van de Vrede van Brest-Litovsk en bereidde de onteigening van de Russische banken voor. Tijdens de Russische Burgeroorlog onderscheidde hij zich ook als legerleider, onder meer in de strijd tegen Denikin. 
Na 1920 werkte Sokolnikov voor de Pravda, nam deel aan het wereldcongres van de Communistische Internationale en werd in 1922 Volkscommissaris voor Financiën. In 1926 werd hij plaatsvervangend voorzitter van het Gosplan. Sokolnikov stond bekend als een uiterst capabel bestuurder en politicus en drukte een grote stempel op de economische ontwikkeling in de Sovjet-Unie in de jaren twintig. Bekend is echter ook dat hij zijn geloof in het Marxisme geleidelijk verloor en het nieuwe Sovjetsysteem beschreef als een vorm ‘staatskapitalisme’. In 1925, tijdens het veertiende partijcongres, deed hij een oproep om Stalin als secretaris-generaal te vervangen, hetgeen hem uiteindelijk zijn plek in het Politbureau kostte. 
Van 1929 tot 1932 was Sokolnikov Sovjet-ambassadeur in Engeland. Daarna was hij nog een poosje plaatsvervangend Volkscommissaris van economie, maar in 1936, tijdens de Grote Zuivering, werd hij gearresteerd. Tijdens het tweede Moskouse showproces (‘het proces van zeventien’, januari 1937) werd hij veroordeeld tot tien jaar dwangarbeid, op beschuldiging van het organiseren van een Trotskistische organisatie. Zijn straf viel relatief mild uit omdat hij belastende verklaringen had ondertekend onder meer betreffende Boecharin, Rykov en Toechatsjevski, die in volgende processen geslachtofferd werden. Sokolnikov stierf in 1939 in een werkkamp, volgens de aanvankelijke lezing na een vechtpartij met een medegevangene, maar naar bleek tijdens Chroesjtsjovs ‘dooi’ was hij vermoord door de NKVD op direct bevel van Beria. In 1988 werd hij gerehabiliteerd.